# Дискография Foo Fighters
Дискография Foo Fighters, американской альтернативной рок-группы, основанной в 1994 году бывшим участником группы Nirvana, Дэйвом Гролом, включает в себя семь студийных альбомов, три мини-альбома, четыре видео-альбома и двадцать девять синглов. Состав группы Foo Fighters: Грол (вокал и гитара), Тейлор Хокинс (барабаны), Нэйт Мендел (бас), Крис Шифлетт (гитара), и Пэт Смир (гитара).
Первый одноимённый альбом группы, вышедший в 1995 достиг двадцать третьего места в Billboard 200 и стал платиновым в Америке. Их следующий альбом, The Colour and the Shape, презентованный в 1997, поднялся выше и занял десятое место в том же Billboard 200, став платиновым в США, Австралии и Канаде. Сингл из этого альбома под названием «Everlong» в Соединенных Штатах стал золотым. There Is Nothing Left to Lose, вышедший в 1999, стал вторым по счету альбомом группы, ставшим платиновым сразу в США, Австралии и Канаде. Первым синглом Foo Fighters, занявшим первое место в чартах, стал «Learn to Fly». One by One, четвёртый альбом группы, занял в 2002 году первое место в музыкальных чартах Великобритании и Австралии. В 2003 году группа представила миру свой первый видео-альбом, Everywhere but Home, включающем в себя реальные кадры из концертного тура One by One.
Пятый альбом группы, имевший название «In Your Honor» был выпущен в свет в 2005 году. Композиция «Best of You» стала лучшим синглом коллектива, получив статус платинового в США и Канаде. Skin and Bones — концертный альбом с живым видео — стартовал в США под номером двадцать один, и был распродан в количестве 49.000 за первую неделю. Шестой альбом Foo Fighters Echoes, Silence, Patience & Grace (2007) возглавил музыкальные чарты в Великобритании, Австралии, Канаде и Бельгии, заработав Foo Fighters больше призовых мест, чем любой другой релиз. Синглы из данного альбома также занимали довольно высокие места: «The Pretender», «Long Road to Ruin», и «Let It Die» — все они возглавляли Hot Modern Rock Tracks в США. Их последний альбом, Wasting Light был презентован в апреле 2011. Foo Fighters продали 9.5 миллионов своих альбомов США и 30 миллионов по всему миру.

## Альбомы

### Студийные альбомы
| 1995                                       | Foo Fighters - Дата выхода: 4 июля 1995 - Звукозаписывающая компания: Roswell/Capitol (#507735 2) - Формат записи: CD, LP, CS          | 23 | 3 | 13 | 23 | 5 | —  | 21 | —  | 33 | —  | 22 | 2  | —  | 18 | 26 | 3  | - Платина (US) - Золото (UK) - Платина (CAN)                                                             |  |
| 1997                                       | The Colour and the Shape - Дата выхода: 20 мая 1997 - Звукозаписывающая компания: Roswell/Capitol (#55832) - Формат записи: CD, LP, CS | 10 | 5 | 19 | 7  | 8 | —  | 12 | 24 | 41 | —  | 39 | 10 | 20 | 10 | 50 | 3  | - Платина (US) - Золото (UK) - Платина (AUS) - Платина (CAN)                                             |  |
| 1999                                       | There Is Nothing Left to Lose - Дата выхода: 2 ноября 1999 - Звукозаписывающая компания: RCA (#678922) - Формат записи: CD, LP, CS     | 10 | 5 | 34 | 46 | 4 | —  | 25 | 62 | 23 | 49 | 59 | 12 | 8  | 7  | —  | 10 | - Платина (US) - Золото (UK) - 2× Платина (AUS) - Платина (CAN)                                          |  |
| 2002                                       | One by One - Дата выхода: 22 октября 2002 - Звукозаписывающая компания: RCA (#680082) - Формат записи: CD, LP, DVD                     | 3  | 1 | 19 | 22 | 3 | 20 | 5  | 26 | 5  | 1  | 12 | 3  | 2  | 3  | 28 | 1  | - Платина (US) - Платина (UK) - 2× Платина (AUS) - Платина (CAN) - Золото (SWE)                          |  |
| 2005                                       | In Your Honor - Дата выхода: 14 июня 2005 - Звукозаписывающая компания: RCA (#68038) - Формат записи: CD, LP                           | 2  | 1 | 5  | 3  | 3 | 5  | 1  | 21 | 4  | 2  | 9  | 1  | 2  | 1  | 7  | 2  | - Платина (US) - 2× Платина (UK) - 2× Платина (IRL) - 3× Платина (AUS) - 3× Платина (CAN) - Золото (SWE) |  |
| 2007                                       | Echoes, Silence, Patience & Grace - Дата выхода: 25 сентября 2007 - Звукозаписывающая компания: RCA (#711516) - Формат записи: CD, LP  | 3  | 1 | 4  | 1  | 1 | 11 | 7  | 24 | 3  | 2  | 6  | 1  | 3  | 9  | 2  | 1  | - Золото (US) - Платина (IRL) - 2× Платина (UK) - 3× Платина (AUS) - Платина (CAN) - Золото (GER)        |  |
| 2011                                       | Wasting Light - Дата выхода: 12 апреля 2011 - Звукозаписывающая компания: RCA - Формат записи: CD, LP, загрузка                        | 1  | 1 | 1  | 1  | 1 | 3  | 1  | 18 | 1  | 3  | 2  | 1  | 1  | 1  | 1  | 1  | - Золото (US) - Платина (AUS) - Золото (CAN) - Платина (NZ) - Золото (GER)                               |  |
| 2014                                       | Sonic Highways - Дата выхода: 10 ноября 2014 - Звукозаписывающая компания: RCA - Формат записи: CD, LP, загрузка                       | 2  | 1 | 3  | 1  | 3 | 4  | 5  | 18 | 2  | 5  | 2  | 2  | 3  | 5  | 2  | 2  | |  |
| 2017                                       | Concrete and Gold - Дата выхода: 15 сентября 2017 - Звукозаписывающая компания: RCA - Формат записи: CD, LP, загрузка                  | 1  | 1 | 1  |    | 1 |    | 3  |    | 2  | 1  | 1  | 1  | 1  | 2  | 1  | 1  | |  |
| 2021                                       | Medicine at Midnight |    |   |    |    |   |    |    |    |    |    |    |    |    |    |    |    | |  |
| «—» означает, что альбом не попал в чарты. | |    |   |    |    |   |    |    |    |    |    |    |    |    |    |    |    | |  |

### Компиляции
| Год релиза                                 | Информация об альбоме                                                                                       | Высшая позиция в чартах | Высшая позиция в чартах | Высшая позиция в чартах | Высшая позиция в чартах | Высшая позиция в чартах | Высшая позиция в чартах | Высшая позиция в чартах | Высшая позиция в чартах | Высшая позиция в чартах | Высшая позиция в чартах | Высшая позиция в чартах | Высшая позиция в чартах | Высшая позиция в чартах | Высшая позиция в чартах | Высшая позиция в чартах | Высшая позиция в чартах | Сертификации                                      |
| Год релиза                                 | Информация об альбоме                                                                                       | US                      | AUS                     | AUT                     | BEL                     | CAN                     | DEN                     | FIN                     | FRA                     | GER                     | IRL                     | NLD                     | NZ                      | NOR                     | SWE                     | SWI                     | UK                      | Сертификации                                      |
| ------------------------------------------ | --- | ----------------------- | ----------------------- | ----------------------- | ----------------------- | ----------------------- | ----------------------- | ----------------------- | ----------------------- | ----------------------- | ----------------------- | ----------------------- | ----------------------- | ----------------------- | ----------------------- | ----------------------- | ----------------------- | ------------------------------------------------- |
| 2009                                       | Greatest Hits - Дата выхода: 3 ноября 2009 - Звукозаписывающая компания: RCA - Формат записи: CD, загрузка  | 11                      | 1                       | 10                      | 3                       | 6                       | 23                      | 23                      | —                       | 8                       | 6                       | 9                       | 1                       | 7                       | 24                      | 16                      | 4                       | - 2× Платина (AUS) - Золото (CAN) - Платина (IRL) |
| 2011                                       | Medium Rare - Дата выхода: 16 апреля 2011 - Звукозаписывающая компания: Roswell/RCA - Формат записи: LP, CD | —                       | —                       | —                       | —                       | —                       | —                       | —                       | —                       | —                       | —                       | 51                      | —                       | —                       | —                       | —                       | 164                     |                                                   |
| «—» означает, что альбом не попал в чарты. | |                         |                         |                         |                         |                         |                         |                         |                         |                         |                         |                         |                         |                         |                         |                         |                         |                                                   |

### EP
| Год релиза | Информация об альбоме |
| ---------- | --- |
| 2003       | DVD/EP - Дата выхода: 1 июля 2003 - Звукозаписывающая компания: RCA - Формат записи: DVD                                                   |
| 2005       | Five Songs and a Cover - Дата выхода: 20 ноября 2005 - Звукозаписывающая компания: RCA (#345008) - Формат записи: CD - EP не попал в чарты |
| 2008       | Let It Die - Дата выхода: 6 мая 2008 - Звукозаписывающая компания: RCA - Формат записи: Интернет-загрузка                                  |

### Концертные альбомы
| Год релиза                                 | Информация об альбоме                                                                                           | Высшая позиция в чартах | Высшая позиция в чартах | Высшая позиция в чартах | Высшая позиция в чартах | Высшая позиция в чартах | Высшая позиция в чартах | Высшая позиция в чартах | Высшая позиция в чартах | Высшая позиция в чартах | Высшая позиция в чартах | Высшая позиция в чартах | Сертификации                  |
| Год релиза                                 | Информация об альбоме                                                                                           | US                      | AUS                     | AUT                     | BEL                     | GER                     | IRL                     | SWE                     | SWI                     | NZ                      | NOR                     | UK                      | Сертификации                  |
| ------------------------------------------ | --- | ----------------------- | ----------------------- | ----------------------- | ----------------------- | ----------------------- | ----------------------- | ----------------------- | ----------------------- | ----------------------- | ----------------------- | ----------------------- | ----------------------------- |
| 2006                                       | Skin and Bones - Дата выхода: 7 ноября 2006 - Звукозаписывающая компания: RCA (#377594) - Формат записи: CD/DVD | 21                      | 11                      | 30                      | 37                      | 67                      | 33                      | 51                      | 40                      | 1                       | 35                      | 35                      | - Золото (AUS) - Золото (IRL) |
| «—» означает, что альбом не попал в чарты. | |                         |                         |                         |                         |                         |                         |                         |                         |                         |                         |                         |                               |

## Синглы
| Год релиза                                | Сингл                                          | Высшая позиция в чартах | Высшая позиция в чартах | Высшая позиция в чартах | Высшая позиция в чартах | Высшая позиция в чартах | Высшая позиция в чартах | Высшая позиция в чартах | Высшая позиция в чартах | Высшая позиция в чартах | Высшая позиция в чартах | Высшая позиция в чартах | Высшая позиция в чартах | Высшая позиция в чартах | Высшая позиция в чартах | Сертификации                           | Альбом                            |
| Год релиза                                | Сингл                                          | US                      | US Air                  | US Alt                  | US Main                 | US Rock                 | AUS                     | BEL                     | CAN                     | CAN Alt                 | IRL                     | NLD                     | NZ                      | SWE                     | UK                      | Сертификации                           | Альбом                            |
| ----------------------------------------- | ---------------------------------------------- | ----------------------- | ----------------------- | ----------------------- | ----------------------- | ----------------------- | ----------------------- | ----------------------- | ----------------------- | ----------------------- | ----------------------- | ----------------------- | ----------------------- | ----------------------- | ----------------------- | -------------------------------------- | --------------------------------- |
| 1995                                      | «This Is a Call»                               | —                       | 35                      | 2                       | 6                       | —                       | 9                       | —                       | 35                      | 1                       | 16                      | 32                      | 11                      | —                       | 5                       |                                        | Foo Fighters                      |
| 1995                                      | «I'll Stick Around»                            | —                       | 51                      | 8                       | 12                      | —                       | 61                      | —                       | —                       | 2                       | —                       | —                       | —                       | —                       | 18                      |                                        | Foo Fighters                      |
| 1995                                      | «For All the Cows»                             | —                       | —                       | —                       | —                       | —                       | 69                      | —                       | —                       | —                       | —                       | —                       | —                       | —                       | 28                      |                                        | Foo Fighters                      |
| 1996                                      | «Big Me»                                       | —                       | 13                      | 3                       | 18                      | —                       | 65                      | —                       | 16                      | 4                       | 27                      | —                       | —                       | —                       | 19                      |                                        | Foo Fighters                      |
| 1997                                      | «Monkey Wrench»                                | —                       | 58                      | 9                       | 9                       | —                       | 17                      | —                       | 37                      | 3                       | —                       | —                       | —                       | —                       | 12                      |                                        | The Colour and the Shape          |
| 1997                                      | «Everlong»                                     | —                       | 42                      | 3                       | 4                       | —                       | 45                      | —                       | —                       | 5                       | —                       | —                       | 34                      | —                       | 18                      | Золото (US)                            | The Colour and the Shape          |
| 1998                                      | «My Hero»                                      | —                       | 59                      | 6                       | 8                       | —                       | 74                      | —                       | —                       | —                       | —                       | —                       | —                       | —                       | 21                      |                                        | The Colour and the Shape          |
| 1998                                      | «Walking After You»[I]                         | —                       | —                       | 12                      | —                       | —                       | 67                      | —                       | —                       | —                       | —                       | —                       | 48                      | —                       | 20                      |                                        | The X-Files soundtrack            |
| 1999                                      | «Learn to Fly»                                 | 19                      | 13                      | 1                       | 2                       | —                       | 36                      | —                       | 13                      | 1                       | —                       | 72                      | 23                      | 52                      | 21                      | Золото (US) Золото (CAN)               | There Is Nothing Left to Lose     |
| 2000                                      | «Stacked Actors»[II]                           | —                       | —                       | 25                      | 9                       | —                       | 82                      | —                       | —                       | —                       | —                       | —                       | —                       | —                       | —                       |                                        | There Is Nothing Left to Lose     |
| 2000                                      | «Generator»[III]                               | —                       | —                       | —                       | —                       | —                       | 31                      | —                       | —                       | —                       | —                       | —                       | —                       | —                       | 151                     |                                        | There Is Nothing Left to Lose     |
| 2000                                      | «Breakout»                                     | —                       | —                       | 8                       | 11                      | —                       | 59                      | —                       | —                       | 15                      | —                       | 63                      | —                       | —                       | 29                      |                                        | There Is Nothing Left to Lose     |
| 2000                                      | «Next Year»                                    | —                       | —                       | 17                      | —                       | —                       | 85                      | —                       | —                       | 12                      | —                       | 92                      | —                       | —                       | 42                      |                                        | There Is Nothing Left to Lose     |
| 2002                                      | «The One»                                      | 121                     | —                       | 14                      | 20                      | —                       | 21                      | —                       | —                       | —                       | —                       | —                       | —                       | —                       | —                       |                                        | Orange County soundtrack          |
| 2002                                      | «All My Life»                                  | 43                      | 41                      | 1                       | 3                       | —                       | 20                      | —                       | —                       | —                       | 14                      | 95                      | 46                      | 37                      | 5                       |                                        | One by One                        |
| 2003                                      | «Times Like These»                             | 65                      | 64                      | 5                       | 5                       | —                       | 22                      | —                       | —                       | —                       | 27                      | 90                      | —                       | —                       | 12                      | Золото (US)                            | One by One                        |
| 2003                                      | «Low»                                          | —                       | —                       | 15                      | 23                      | —                       | 40                      | —                       | 30                      | —                       | 44                      | 100                     | —                       | —                       | 21                      |                                        | One by One                        |
| 2003                                      | «Have It All»                                  | —                       | —                       | —                       | —                       | —                       | 71                      | —                       | —                       | —                       | —                       | —                       | —                       | —                       | 37                      |                                        | One by One                        |
| 2005                                      | «Best of You»                                  | 18                      | 46                      | 1                       | 1                       | —                       | 5                       | 3                       | —                       | —                       | 20                      | 94                      | 38                      | 41                      | 4                       | Платина (US) Платина (CAN)             | In Your Honor                     |
| 2005                                      | «DOA»                                          | 68                      | 67                      | 1                       | 5                       | —                       | 39                      | —                       | —                       | —                       | 40                      | 86                      | 34                      | —                       | 25                      | Золото (US)                            | In Your Honor                     |
| 2005                                      | «Resolve»                                      | —                       | —                       | —                       | —                       | —                       | —                       | —                       | —                       | —                       | —                       | 82                      | 39                      | —                       | 32                      |                                        | In Your Honor                     |
| 2006                                      | «No Way Back» / «Cold Day in the Sun»          | —                       | —                       | 2                       | 6                       | —                       | —                       | —                       | —                       | —                       | —                       | —                       | —                       | —                       | 64                      |                                        | In Your Honor                     |
| 2007                                      | «The Pretender»                                | 37                      | 59                      | 1                       | 1                       | —                       | 10                      | 26                      | 15                      | —                       | 11                      | 39                      | 9                       | 11                      | 8                       | Золото (US) Золото (AUS) Платина (CAN) | Echoes, Silence, Patience & Grace |
| 2007                                      | «Long Road to Ruin»                            | 89                      | 69                      | 1                       | 2                       | —                       | 38                      | 6                       | 42                      | —                       | —                       | —                       | 21                      | 23                      | 35                      |                                        | Echoes, Silence, Patience & Grace |
| 2008                                      | «Cheer Up, Boys (Your Make Up Is Running)»[IV] | —                       | —                       | —                       | —                       | —                       | —                       | —                       | —                       | —                       | —                       | —                       | —                       | —                       | 194                     |                                        | Echoes, Silence, Patience & Grace |
| 2008                                      | «Let It Die»[V]                                | 106                     | —                       | 1                       | 5                       | —                       | —                       | —                       | 58                      | 1                       | —                       | —                       | —                       | —                       | —                       |                                        | Echoes, Silence, Patience & Grace |
| 2009                                      | «Wheels»                                       | 72                      | 71                      | 3                       | 4                       | 1                       | 21                      | 19                      | 22                      | —                       | 38                      | 45                      | 13                      | 24                      | 22                      |                                        | Greatest Hits                     |
| 2011                                      | «Rope»[VI]                                     | 68                      | 58                      | 1                       | 1                       | 1                       | 55                      | 7                       | 41                      | 1                       | —                       | 31                      | —                       | —                       | 22                      |                                        | Wasting Light                     |
| 2011                                      | «Walk»                                         | —                       | —                       | 30                      | —                       | —                       | —                       | —                       | —                       | 27                      | —                       | 89                      | —                       | —                       | —                       |                                        | Wasting Light                     |
| «—» означает, что сингл не попал в чарты. |                                                |                         |                         |                         |                         |                         |                         |                         |                         |                         |                         |                         |                         |                         |                         |                                        |                                   |

- I ↑  Оригинальная версия Walking After You появлялась в альбоме The Colour and the Shape. Версия, представленная в саундтреке X-Files и выпущенная как сингл, была перезаписанной версией.
- II ↑  Был выпущен только в Австралии ограниченным изданием.
- III ↑  Был выпущен в Австралии и ограниченным изданием в Европе.
- IV ↑  Был выпущен как скачиваемый сингл в Великобритании.
- V ↑  Был выпущен как скачиваемый сингл.
- VI ↑  Был выпущен на виниле и как скачиваемый сингл.

### Промосинглы
| Год релиза | Сингл               | Высшая позиция в чартах | Высшая позиция в чартах | Альбом              |
| Год релиза | Сингл               | US Alt                  | US Main                 | Альбом              |
| ---------- | ------------------- | ----------------------- | ----------------------- | ------------------- |
| 1995       | «Exhausted»         | —                       | —                       | Foo Fighters        |
| 1996       | «Alone+Easy Target» | —                       | —                       | Foo Fighters        |
| 1998       | «Baker Street»      | —                       | 34                      | Внеальбомные синглы |
| 2003       | «Darling Nikki»     | 15                      | —                       | Внеальбомные синглы |
| 2006       | «Miracle»           | —                       | —                       | In Your Honor       |

- Эти песни были выпущены как промосинглы и не предназначались для продажи.

## Видео
| Год релиза                                 | Видео | Высшая позиция в чартах | Высшая позиция в чартах | Высшая позиция в чартах | Высшая позиция в чартах | Сертификации                     |
| Год релиза                                 | Видео | US                      | AUS                     | NZ                      | NOR                     | Сертификации                     |
| ------------------------------------------ | --- | ----------------------- | ----------------------- | ----------------------- | ----------------------- | -------------------------------- |
| 2003                                       | Everywhere but Home - Дата выхода: 25 ноября 2003 - Лейбл: Roswell/RCA (#566509) - Формат: DVD            | 22                      | 1                       | —                       | 8                       | - Золото (US) - 3× Платина (AUS) |
| 2006                                       | Skin and Bones - Дата выхода: 7 ноября 2006 - Лейбл: RCA (#88697024519) - Формат: DVD                     | 21                      | 4                       | 3                       | 3                       | - Платина (AUS)                  |
| 2006                                       | Skin and Bones & Live in Hyde Park - Дата выхода: 7 ноября 2006 - Лейбл: RCA (#88697032399) - Формат: DVD | —                       | 14                      | —                       | 1                       | - 3× Платина (AUS)               |
| 2008                                       | Live at Wembley Stadium - Дата выхода: 25 августа 2008 - Лейбл: RCA (#377594) - Формат: DVD               | —                       | 2                       | 2                       | 7                       | - 2× Платина (AUS)               |
| «—» означает, что видео не попало в чарты. | |                         |                         |                         |                         |                                  |

## Видеоклипы
| Год релиза | Название            | Режиссёр        |
| ---------- | ------------------- | --------------- |
| 1995       | «I’ll Stick Around» | Джеральд Казале |
| 1996       | «Big Me»            | Джесс Перец     |
| 1997       | «Monkey Wrench»     | Дейв Грол       |
| 1997       | «Everlong»          | Мишель Гондри   |
| 1998       | «My Hero»           | Дейв Грол       |
| 1998       | «Walking After You» | Мэттью Ролстон  |
| 1999       | «Learn to Fly»      | Джесс Перец     |
| 2000       | «Breakout»          | The Malloys     |
| 2000       | «Generator»         |                 |
| 2000       | «Next Year»         | Фил Хардер      |
| 2002       | «The One»           | Джесс Перец     |
| 2002       | «All My Life»       | Дейв Грол       |
| 2002       | «Walking a Line»    |                 |
| 2002       | «Times Like These»  | Лайм Линч       |
| 2004       | «Low»               | Джесс Перец     |
| 2005       | «Best of You»       | Марк Пеллингтон |
| 2005       | «DOA»               | Майк Пальмиери  |
| 2005       | «Resolve»           | Майк Пальмиери  |
| 2006       | «No Way Back»       | Майк Пальмиери  |
| 2007       | «The Pretender»     | Сэм Браун       |
| 2007       | «Long Road to Ruin» | Джесс Перец     |
| 2009       | «Wheels»            | Сэм Браун       |
| 2011       | «White Limo»        | Дейв Грол       |
| 2011       | «Rope»              | Дейв Грол       |
| 2011       | «Walk»              | Сэм Джонс       |

## Другие появления
| Год  | Песня                                          | Альбом                                                        |
| ---- | ---------------------------------------------- | ------------------------------------------------------------- |
| 1996 | «Alone + Easy Target»                          | Big Shiny Tunes                                               |
| 1996 | «This Is a Call»                               | Triple J Hottest 100 Volume 3                                 |
| 1996 | «Down in the Park»                             | Songs in the Key of X: Music From and Inspired by The X-Files |
| 1997 | «This Is a Call» (live)                        | Tibetan Freedom Concert                                       |
| 1997 | «Dear Lover»                                   | Scream 2: Music From The Dimension Motion Picture             |
| 1998 | «Baker Street»                                 | Come Again / Essential Interpretations                        |
| 1998 | «A320»                                         | Godzilla Soundtrack                                           |
| 1998 | «Walking After You»                            | The X-Files: The Album                                        |
| 1998 | «Friend of a Friend» (live)                    | Melody Maker: Steve Lamacq’s Bootleg Session                  |
| 1998 | «My Hero»                                      | Big Shiny Tunes 3                                             |
| 1998 | «Monkey Wrench»                                | Triple J Hottest 100 Volume 5                                 |
| 1999 | «My Hero»                                      | Varsity Blues Soundtrack                                      |
| 1999 | «I'll Stick Around»                            | MTV: The First 1000 Years: Rock                               |
| 2000 | «Have a Cigar» (с Брайаном Мэем)               | Music from and Inspired by Mission: Impossible II             |
| 2000 | «Breakout»                                     | Me, Myself & Irene Soundtrack                                 |
| 2000 | «Everlong» (live)                              | Cold: Live at the Chapel                                      |
| 2000 | «My Hero» (Worcester Firefighters Tribute mix) | WAAF Survive This!                                            |
| 2000 | «My Hero» (live)                               | Live X6 Walk Unafraid                                         |
| 2000 | «Learn to Fly»                                 | Triple J Hottest 100 Volume 7                                 |
| 2001 | «Generator»                                    | Triple J Hottest 100 Volume 8                                 |
| 2001 | «Win or Lose»                                  | Music from the Motion Picture Out Cold                        |
| 2001 | «The One»                                      | Orange County: The Soundtrack                                 |
| 2002 | «All My Life»                                  | Triple J Hottest 100 Volume 10                                |
| 2002 | «Generator»                                    | Big Day Out Disrespective                                     |
| 2002 | «The One»                                      | Big Day Out 03                                                |
| 2004 | «Gas Chamber»                                  | Rock Against Bush, Vol. 2                                     |
| 2005 | «Danny Says»                                   | Little Steven’s Underground Garage Presents: CBGB Forever     |
| 2006 | «DOA» (live)                                   | Radio 1's Live Lounge                                         |
| 2007 | «Band on the Run»                              | Radio 1: Established 1967                                     |
| 2007 | «Razor»                                        | Catch and Release soundtrack                                  |
| 2010 | «Virginia Moon» (с Норой Джонс)                | …Featuring                                                    |
| 2011 | «Walk»                                         | Саундтрек к фильму Тор                                        |